# FleishmanHillard
FleishmanHillard (kurz FH) ist eines der größten Beratungsunternehmen für Öffentlichkeitsarbeit. Es wurde 1946 in St. Louis, Missouri, gegründet, gehört zur Omnicom-Gruppe und unterhält mehr als 80 eigene Büros.

## Geschichte
Das Unternehmen wurde 1946 in St. Louis von Alfred Fleishman und Bob Hillard gegründet. Während der ersten zwanzig Bestehensjahre war es hauptsächlich in den USA tätig. 1974 wurde John Graham neuer Geschäftsführer und begann weltweit zu expandieren. Als FleishmanHillard 1996 mit einem Umsatz von geschätzten 108 Millionen Dollar die sechstgrößte PR-Agentur war, wurde es von Omnicom übernommen. Dort gehört es zusammen mit Firmen wie Ketchum, Porter Novelli, Clark & Weinstock zur Diversified Agency Services (DAS)-Gruppe. Bis 2006 erweiterte Graham das Unternehmen auf alle Kontinente. Dann hatte das Unternehmen 79 Büros auf der ganzen Welt. Graham wechselte 2006 in den Aufsichtsrat („Chairman“) und Dave Senay wurde sein Nachfolger. Seit November 2015 wird FH von John Saunders geleitet.

## Verbreitung und Geschäftsfelder
Neben dem traditionellen Hauptbetätigungsfeld in Nordamerika ist FH auch in Asien und Europa präsent. In Europa ist FleishmanHillard besonders stark in London, Brüssel sowie in Deutschland mit vier Standorten in Frankfurt, Berlin, München und Düsseldorf vertreten. Laut dem Branchendienst The Holmes Report verfügt FH in der EMEA-Region über besondere Expertise in den Bereichen Unternehmenskommunikation, Consumer Marketing und Public Affairs sowie in den Branchen Gesundheit und Technologie – jeweils ergänzt durch wachsende Leistungsfähigkeit in der Digitalen Kommunikation. Zu den Wachstumsbereichen zählt der Holmes Report außerdem Ernährung und Landwirtschaft, Nachhaltigkeitsthemen sowie Interne Kommunikation.

## Kontroversen
Im Mai 2004 stellte der San Francisco Chronicle in Frage, dass sich FH an seinen Verhaltenskodex hielt, als die Zeitung feststellte, dass der von ihnen interviewte Marc Bien, Vizepräsident der Kommunikationsabteilung von SBC Communications (zu AT&T gehörig), nicht bei seiner Firma angestellt, sondern von FH bezahlt worden war. SBC entgegnete, dass er nur einer von vielen Mitarbeitern sei, die von FH bezahlt würden, aber für SBC arbeiteten.
Nach einem Auftrag für Los Angeles in der Zeit von 1998 bis 2004 verklagte die Stadt FleishmanHillard wegen betrügerischen Handelns und überzogener Rechnungen aufgrund gefälschter Stundenabrechnungen. Die Angelegenheit wurde nach einer öffentlichen Entschuldigung und einer Zahlung von 5,7 Millionen Dollar durch FH an die Stadt beigelegt. Die Firma entließ einige der lokal verantwortlichen Führungskräfte.
Im Auftrag des Biotechnologiekonzerns Monsanto hat FleishmanHillard gesetzeswidrig Listen von rund 200 Personen, vorwiegend Journalisten, erstellt. Je nach Haltung und Einfluss werden diese mit Noten bewertet und in Gruppen eingeteilt. Kritiker des FleishmanHillard-Kunden Monsanto werden darin als zu "erziehen" und "zu überwachen" eingeteilt. Dazu zählt auch die ehemalige französische Umweltministerin Ségolène Royal. Die Pariser Staatsanwaltschaft leitete dazu im Mai 2019 ein Ermittlungsverfahren gegen Monsanto wegen illegaler Erfassung privater Daten ein.